# Patrick Carias
Pas d'image ? Cliquez ici

a Compétitions nationales et continentales officielles uniquement.

b Matchs officiels uniquement.
Patrick Carias, né le 4 août 1944 à Carpentras, est un joueur de rugby à XIII international français évoluant au poste de pilier dans les années 1960 et 1970.
Il joue, au cours de sa carrière, au sein des clubs du RC Carpentras, du SO Avignon et du RC Roanne avec lequel il prend part au Championnat de France. Fort de ses performances en club, il côtoie l'équipe de France et compte une sélection officielle le 2 février 1969 affrontant la Grande-Bretagne pour une victoire 13-9.

## Biographie

### Détails en sélection
| 1. | 2 février 1969 | Grande-Bretagne | 13-9 | Test-match | Pilier | - | - | - | - |